# Залив Дрейка

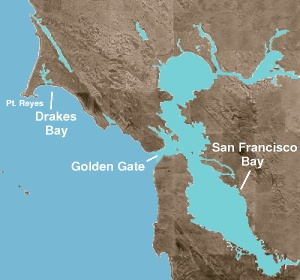
Залив Дрейка на карте

Залив Дрейка (англ. Drakes Bay) — это широкий залив на побережье северной Калифорнии, в 48 километрах к северо-западу от Сан-Франциско. Достигает 13 км в ширину. Залив назван в честь Фрэнсиса Дрейка и считается местом его высадки на западном побережье Северной Америки во время его кругосветного плавания в 1579 году. Другое имя залива — Пуэрто-де-лос-Рейес.
В залив впадает Дрейк-Эстеро — эстуарий на полуострове Пойнт-Рейес. Он охраняется Государственным морским заповедником Эстеро-де-Лимантур и Дрейк-Эстеро. Залив Дрейка также находится в акватории морского заповедника Пойнт-Рейес. Часть прибрежной зоны залива имеет археологическое и историческое значение. Считается, что к этому месту в 1579 году причалил Фрэнсис Дрейк во время своего кругосветного путешествия. Также здесь затонул манильский галеон во время шторма в 1595 году. Посещения испанцами побережья Калифорнии сопровождались культурным обменом с местными прибрежными мивоками. Имеется пятнадцать археологических памятников поселений мивоков на берегу залива, где были обнаружены европейские товары, в том числе остатки разбитого галеона. Местность была объявлена Национальным историческим памятником 17 октября 2012 года.